# Pojezdki na starom avtomobile
Pojezdki na starom avtomobile (russisk: Поездки на старом автомобиле, da.: Ture i en gammel bil) er en sovjetisk spillefilm fra 1985 af Pjotr Fomenko.

## Medvirkende
- Ljudmila Maksakova som Zoja Pavlovna
- Andrej Boltnev som German Sergejevitj
- Tatjana Nikitina som Natalja Stepanovna
- Sergej Nikitin som Lomov
- Jelena Karadzjova som Dasja